# ضريح شرحبيل بن حسنة
مقام وضريح الصّحابي شرحبيل بن حسنة، يقع في بلدة المشارع قرب وادي اليابس على بعد 58كم من مدينة إربد، شمال غرب الأردن، وهو عبارة عن مسجد حديث وفيه ضريح يُنسب للصحابي شرحبيل بن حسنة والموجود في غرفة على يسار المدخل إلى المسجد وعليه كسوة من المخمل الأخضر. ويضم أيضًا مصلّى للرجال وآخر للنساء ومكتبة وحديقة ومواقف سيارات.

## معرض الصور

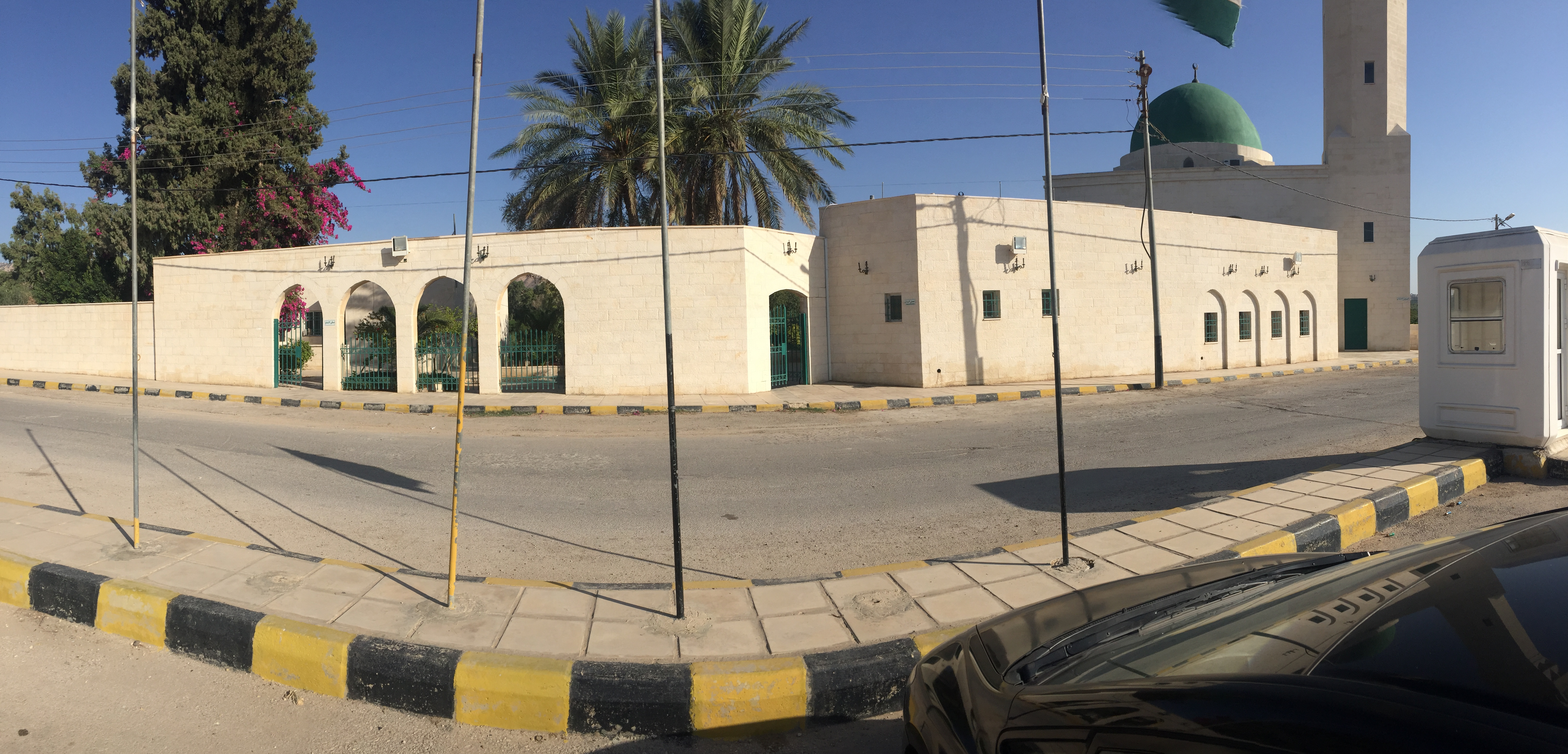
المسجد من الخارج
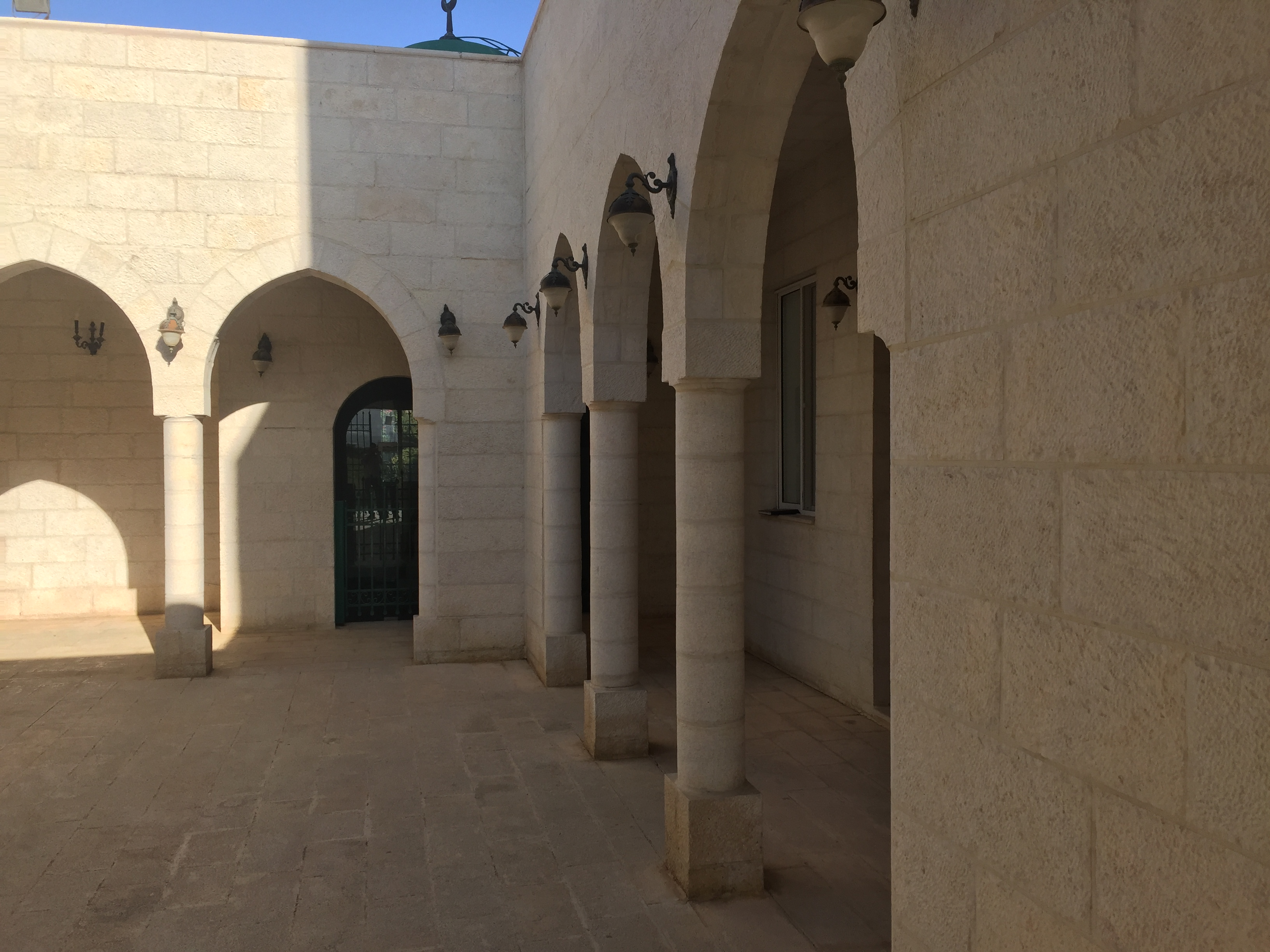
المسجد من الداخل
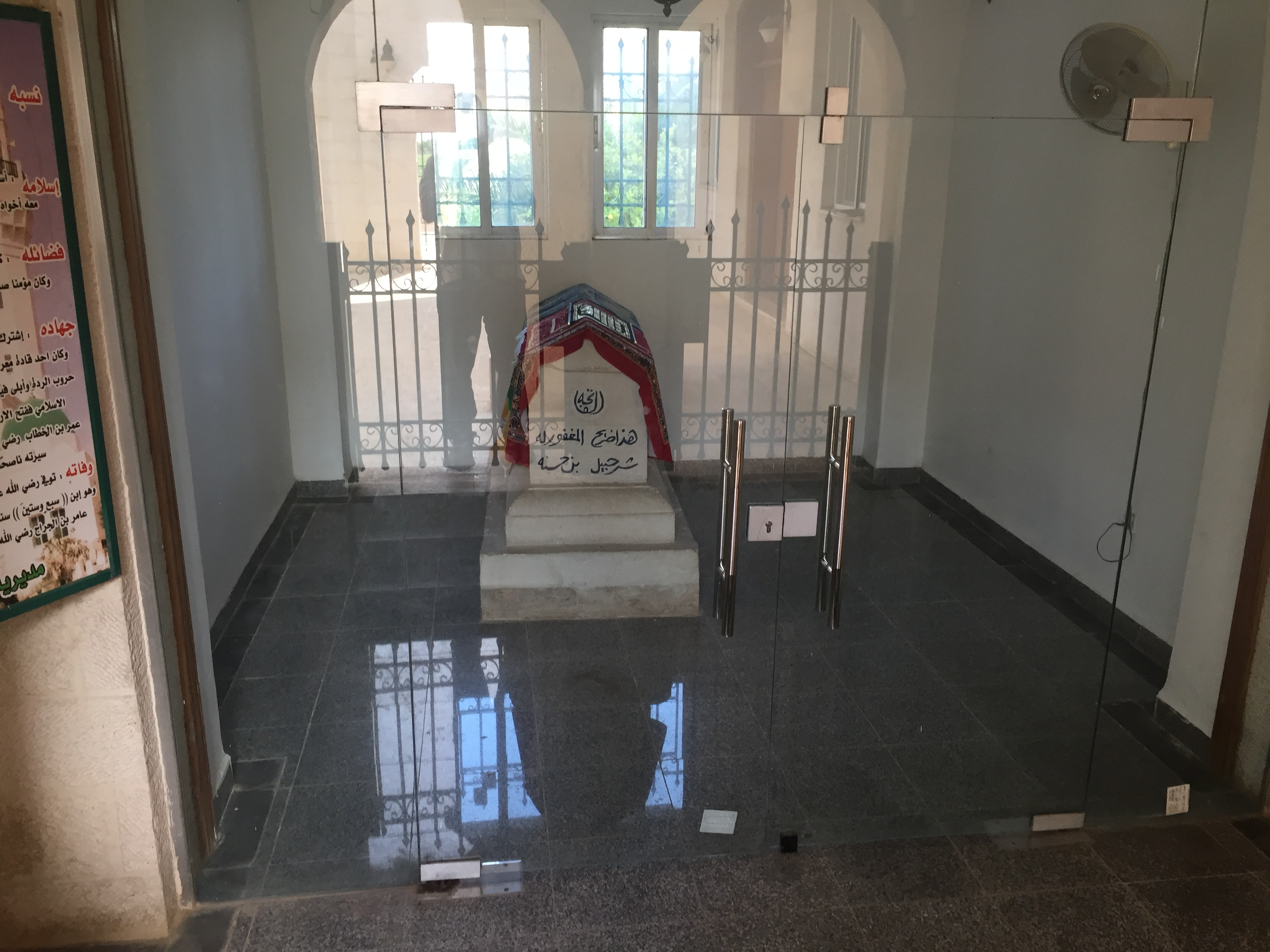
الضريح
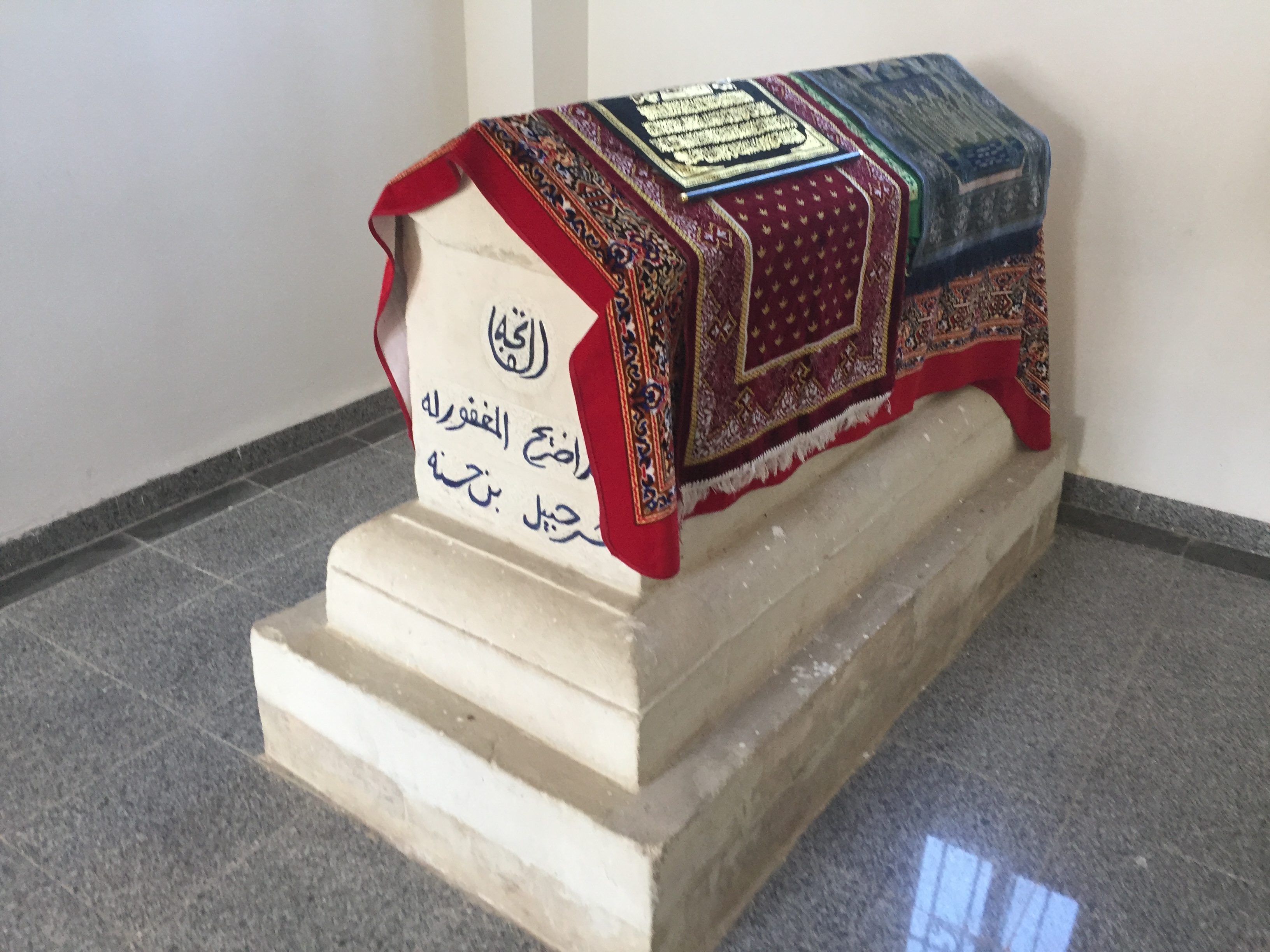
الضريح